# Lotus 56

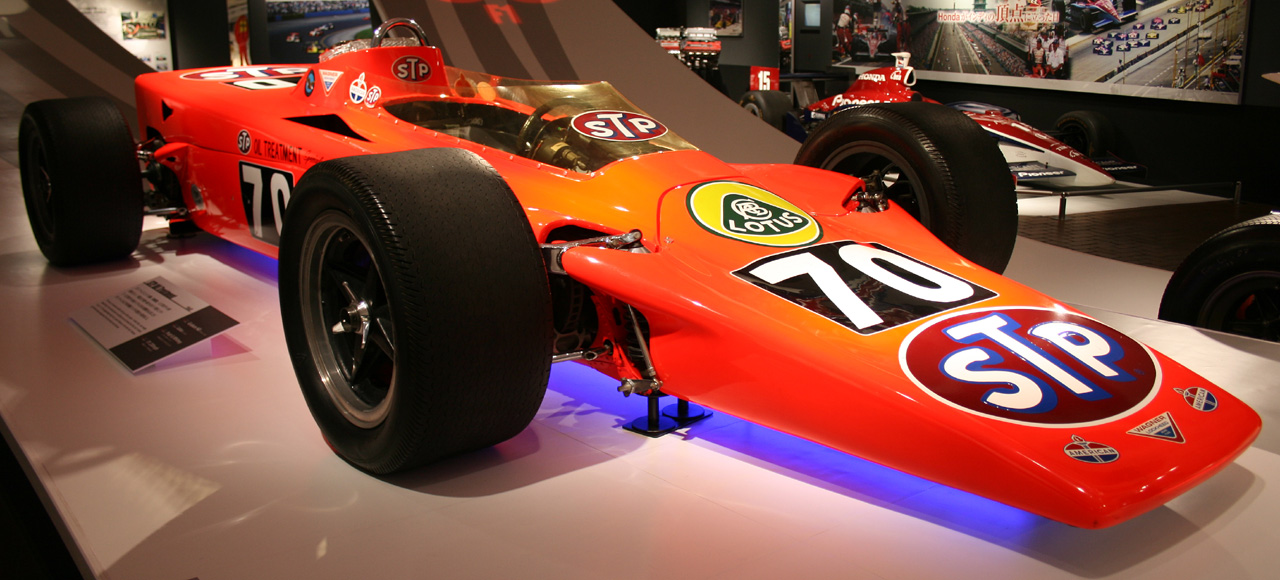
STP-Lotus 56

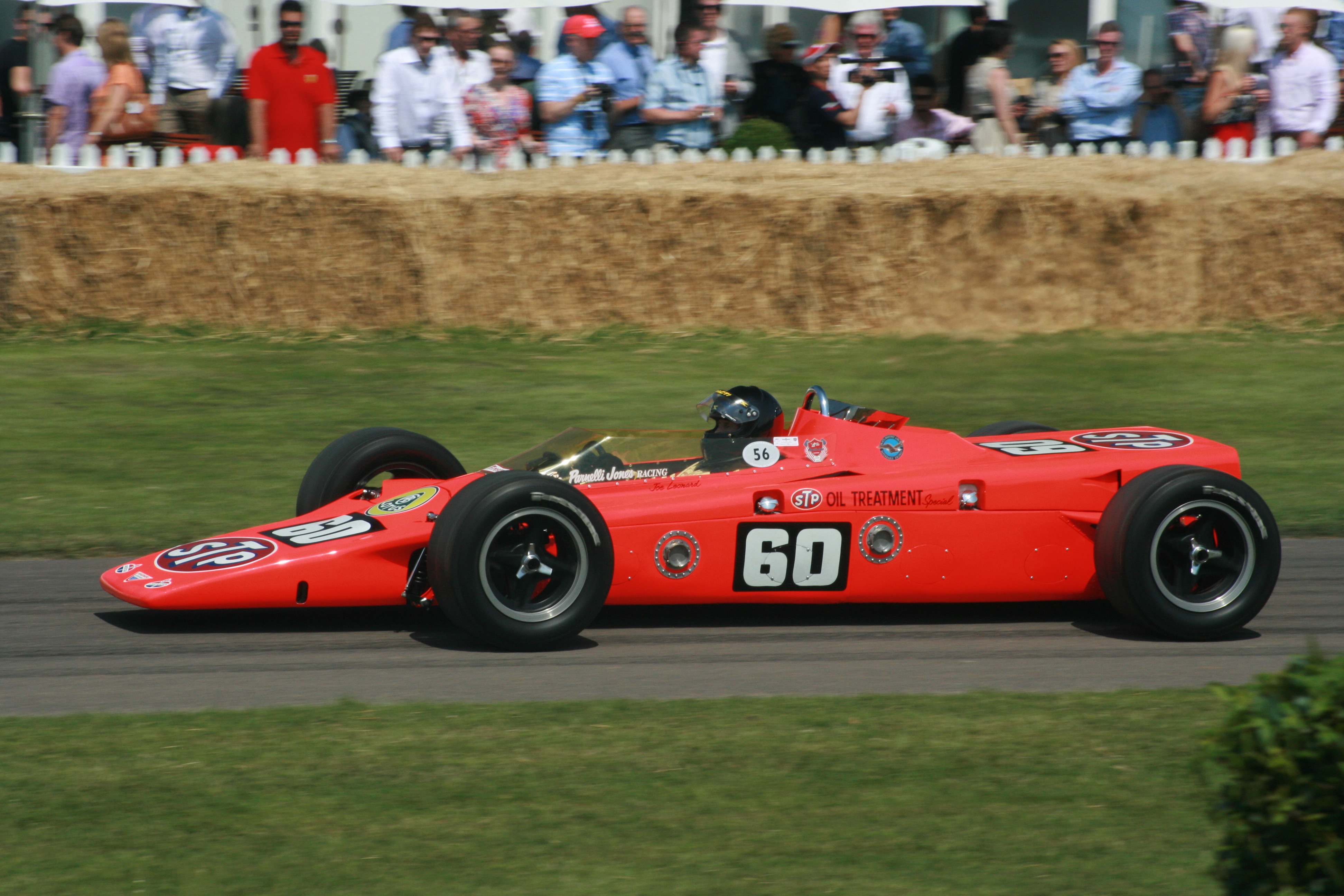
Joe Leonhard im Lotus 56 beim Goodwood Festival of Speed 2011

Der Lotus 56 war ein allradangetriebener Gasturbinen-Rennwagen, der 1968 vom britischen Motorsportteam Lotus gebaut wurde.

## Grundsätzliches
Der Lotus 56 wurde 1968 entwickelt, um den Lotus 38 zu ersetzen, mit dem Jim Clark 1965 das 500-Meilen-Rennen von Indianapolis gewonnen hatte. Chefdesigner Maurice Philippe schuf ein innovatives Rennfahrzeug in extremer Keilform, das von einer Pratt & Whitney ST6-Gasturbine angetrieben wurde. Damit der Schub der Gasturbine auf den Boden gebracht werden konnte, erhielt der 56 außerdem einen Allradantrieb.

## Indianapolis
Die ersten Testfahrten mit Jim Clark am Steuer verliefen erfolgreich, aber Clark verunglückte im Frühjahr 1968 mit dem Lotus 48 bei einem Formel-2-Rennen in Hockenheim tödlich. Ersatzmann Mike Spence verunglückte beim Qualifikationstraining zum 500-Meilen-Rennen mit dem 56 tödlich. Er verlor die Kontrolle über den Wagen, schlug heftig in die Betonmauer der Streckenbegrenzung ein und wurde daraufhin von seinem rechten Vorderrad am Helm getroffen. Einige Stunden später erlag er im Hospital seinen schweren Kopfverletzungen. Für das Rennen meldete Lotus Graham Hill, Joe Leonard und Art Pollard.
Im Training wurde die Turbine nur mit 80 % der möglichen Leistung gefahren. Die Piloten mussten vor den Kurven jeweils hart bremsen, damit sich die Turbine bei Loslassen des Pedals wieder bis zur vollen Leistung aufspulen konnte. Durch diesen Vorgang konnte auf der Geraden die volle Turbinenleistung abgerufen und das verzögerte Ansprechen der Turbine einigermaßen kontrolliert werden. Joe Leonard stellte mit einem Schnitt von 274,49 km/h seinen 56 auch prompt auf die Pole-Position. Im Rennen musste auf diesen Trick verzichtet werden, weil das Bremsen vor den Kurven zu unrhythmischem Fahren geführt hatte und die Bremsscheiben dies auch 200 Runden lang nicht durchgehalten hätten. Vor dem Rennen wurde aber heftige Kritik an den Turbinenautos laut. Flugzeugtriebwerke sollten nicht die herkömmlichen Kolbenmotoren verdrängen. Die Offiziellen bestanden daher darauf, dass die drei Lotus mit normalem Superbenzin starten mussten und nicht auf das spezielle Flugbenzin zurückgreifen durften. Die verminderte Leistung und die Verzögerung der Turbine im dichten Verkehr bremsten die drei Lotus nachhaltig ein. Joe Leonard ging zwar kurzzeitig in Führung, aber alle drei Fahrzeuge fielen mit Defekten aus. Leonard wurde aber als Zwölfter gewertet und Pollard als 13. Der United States Automobile Club verbot 1969 sowohl Turbinen als auch Allradantrieb und der Lotus 56 wurde nicht mehr weiterentwickelt.

## Formel 1
Colin Chapman übernahm die Allradtechnologie in den Lotus 63 und ließ den Indy-Ersatzwagen für die Formel 1 umrüsten. Der Wagen kam 1971 bei einigen Rennen zum Einsatz. Emerson Fittipaldi fuhr den Wagen beim Race of Champions in Brands Hatch. Im Training fuhr Fittipaldi im Regen überlegene Bestzeit. Im Rennen, diesmal auf trockener Strecke, kam der Brasilianer über einen Mittelfeldplatz nicht hinaus. Der zweite Lotus-Werksfahrer Dave Walker steuerte den Wagen beim Großen Preis der Niederlande in Zandvoort. Walker war schon vom 22. auf den zehnten Platz vorgefahren, als er von der Strecke abkam und aufgeben musste. Fittipaldi fuhr den 56 noch beim Großen Preis von Italien, wo er Achter wurde, und bei einem Formel-5000-Rennen in Hockenheim, das er auf Platz zwei hinter Frank Gardner beendete. Dann gab Chapman die Arbeit am Allradantrieb und der Gasturbine endgültig auf und konzentrierte sich auf die Entwicklung des Lotus 72.